# Tang Đồ
Tạng Đồ (chữ Hán: 臧荼), hay còn gọi là Tang Đồ, là vua chư hầu thời Hán Sở trong lịch sử Trung Quốc. Ông tham gia cuộc chiến lật đổ sự thống trị của nhà Tần và sau đó làm vua chư hầu nước Yên.

## Tham gia cứu Triệu
Sử sách không nói rõ về xuất thân của Tạng Đồ. Ông xuất hiện lần đầu khi làm tướng nước Yên và tham gia cứu nước Triệu cùng Hạng Vũ trong trận Cự Lộc chống lại quân Tần.
Năm 209 TCN, Trần Thắng nổi dậy chống lại sự cai trị tàn bạo của nhà Tần. Bộ tướng của Trần Thắng là Vũ Thần đi đánh đất Triệu tự lập làm Triệu vương. Sau đó đến lượt bộ tướng của Vũ Thần là Hàn Quảng từ Triệu đi chiêu hàng đất Yên cũng tự lập làm Yên vương. Khi đó Tạng Đồ được Yên Vương Hàn Quảng dùng làm tướng.
Khi làm tướng nước Yên, Tạng Đồ đã phát hiện ra một người nô lệ có tài ở nước Lương bị đưa sang bán tên là Loan Bố khi Loan Bố báo thù cho chủ nhà. Ông bèn thu dụng Loan Bố và phong làm đô uý.
Trần Thắng chống Tần thất bại bị giết. Năm 208 TCN, sau khi đánh bại một loạt các nước Tề, Ngụy, Sở, tướng Tần là Chương Hàm mang quân đánh nước Triệu. Vua mới nước Triệu là Triệu Yết rút vào thành Cự Lộc cố thủ và cầu cứu các nước. Lúc đó Tạng Đồ đã cầm quân đi cứu Triệu.
Vua Triệu là Yết cùng tướng quốc Trương Nhĩ bị hãm trong thành Cự Lộc. Chương Hàm sai Vương Ly (cháu nội Vương Tiễn), Thiệp Nhàn vây Cự Lộc. Chương Hàm đóng quân ở phía Nam Cự Lộc, trên cánh đồng Nam Cực, xây đường ống đến sông Hà để vận chuyển lương thực cho Vương Ly.
Tướng quân nước Triệu là Trần Dư cùng con Trương Nhĩ là Thành Đô quân Trương Ngao đi về phía Bắc tập hợp binh sĩ được vài vạn người, đóng quân ở phía bắc Cự Lộc. Không lâu sau, Tạng Đồ cùng cánh quân của tướng nước Tề là Điền Đô cũng đến cứu nước Triệu, đóng quân ở ngoài. Tất cả đều xây lũy ở cạnh Trần Dư. Do quân Tần quá mạnh mẽ và hung hãn, cánh quân Triệu do Trương Yêm và Trần Thích chỉ huy ra đánh thử bị tiêu diệt hoàn toàn nên các cánh quân cứu viện không dám ra đụng độ với quân Tần.
Năm 207 TCN, tướng Sở là Hạng Vũ vượt sông cứu Triệu. Hạng Vũ đại phá quân Tần trong trận Cự Lộc, tiêu diệt cánh quân của Vương Ly. Tạng Đồ và các tướng chư hầu vô cùng khâm phục Hạng Vũ, cùng nhau tôn Hạng Vũ làm chư hầu thượng tướng quân, chịu sự chỉ huy của Hạng Vũ.

## Chiếm cả nước Yên
Tạng Đồ theo Hạng Vũ đi đánh Tần. Quân chư hầu trước tiên đánh bại và bức hàng tướng Chương Hàm, sau đó tiến vào Hàm Dương tiêu diệt nhà Tần năm 206 TCN.
Hạng Vũ đứng đầu các chư hầu, tự xưng là Tây Sở Bá vương và phân phong cho các chư hầu. Do Yên vương Hàn Quảng không theo Hạng Vũ nên bị đổi làm Liêu Đông vương. Còn Tạng Đồ đã theo Sở cứu Triệu, sau đó lại theo Hạng Vũ vào Quan Trung cho nên được lập làm Yên vương, đóng đô ở đất Kế.
Tạng Đồ thụ phong trở về nước Yên. Ông muốn đuổi Hàn Quảng đi Liêu Đông, theo mệnh lệnh của Hạng Vũ nhưng Quảng không nghe, mang quân chống lại ông. Tạng Đồ mang quân đánh Hàn Quảng, đuổi Quảng về Liêu Đông. Hàn Quảng bỏ chạy về đất Vô Chung. Tạng Đồ mang quân đuổi theo, đánh bại và giết Quảng ở Vô Chung. Ông lấy luôn đất Liêu Đông của Quảng để làm Yên vương.

## Theo Hán và mất nước
Sau khi nhà Tần mất, Hán vương Lưu Bang và Sở vương Hạng Vũ cùng tranh giành thiên hạ. Cuộc chiến giằng co nhiều năm. Năm 204 TCN, tướng Hán là Hàn Tín mang quân tiêu diệt nước Ngụy; sau đó liên tiếp diệt nước Đại và nước Triệu. Nghe theo kế hàng tướng Lý Tả Xa nước Triệu, Hàn Tín sai người viết thư đến nước Yên dụ hàng.
Yên vương Tạng Đồ liệu thế không chống được Hàn Tín nên thuận quy phục Hán vương.
Năm 202 TCN, Lưu Bang tiêu diệt Hạng Vũ lên làm hoàng đế, tức là Hán Cao Tổ. Khi đã thống nhất được thiên hạ, Lưu Bang tính đến việc trừ khử các vua chư hầu để lấy đất đai phong cho những người thân thích của mình.
Theo Hán thư, tháng 7 năm 202 TCN, Yên vương Tạng Đồ làm phản, Lưu Bang đích thân mang quân đi đánh. Tháng 9 năm đó, Yên vương Tạng Đồ và tướng Loan Bố bị bắt, con ông là Tạng Diễn trốn thoát sang Hung Nô. Lưu Bang phong cho bạn thân của mình là Lư Quán làm Yên vương.
Sử sách không nói rõ sau đó kết cục của Tạng Đồ ra sao. Ông chính là vua chư hầu khác họ đầu tiên bị Lưu Bang lần lượt trừ bỏ sau khi giành được thiên hạ.
Các sử gia Trung Quốc cho rằng:
Sử sách chép về Tạng Đồ rất giản lược. Việc "phản" của ông thường làm cho mọi người có lòng hoài nghi. Trong khi Lưu Bang đang bận rộn chiến tranh với Hạng Vũ, thắng bại chưa phân thì Tạng Đồ không có hành động gì, mãi đến khi thiên hạ vừa bình định xong thì ông lại vội vàng "làm phản". Và, khi đã làm phản lại không chống đỡ nổi một trận đầu, chỉ vài tháng sau đã bi bắt sống. Đối với việc này, Lưu Bang chụp lên đầu tất cả các vua chư hầu khác họ những chứng cớ "mưu phản" (như với Hàn Tín, Bành Việt sau này). Do vậy, chúng ta không khó tưởng tượng ra chân tướng của sự kiện Tạng Đồ.

## Dòng dõi
Tạng Diễn sang Hung Nô, từng vạch chân tướng của Lưu Bang với sứ giả của Yên vương mới là Lư Quán và khuyên Lư Quán không đàn áp mạnh những lực lượng chống Hán sau đó.
Không rõ Tạng Đồ mất năm nào. Sau này cháu gái ông là Tạng Nhi sinh được người con gái là Vương Chí. Vương Chí trở thành hoàng hậu của vua Hán Cảnh Đế năm 157 TCN và là mẹ của thái tử Lưu Triệt, người sau đó trở thành Hán Vũ Đế.